# 김성곤 (배우)
김성곤(1980년 2월 19일 ~ )은 대한민국의 배우이다.

## 출연작

### 영화
- 《다만 악에서 구하소서》 (2020년) - 린린 남편 역
- 《마약왕》 (2018년)
- 《인랑》 (2018년)
- 《불한당: 나쁜 놈들의 세상》 (2017년) - 영치품 교도관 역
- 《마스터》 (2017년) - 진회장경호원 역
- 《쓸모없는 놈》 (2015년) - 쓸모없는놈 역
- 《첫사랑 열전》 (2010년) - 혁수 역
- 《무한대 이야기》 (2008년) - 무한대 역

### 드라마
- 《신세대 보고 어른들은 몰라요》 (1998년, KBS2)

### 연극
- 《스페셜 미》 (2013년)
- 《목란의 나라》 (2013년)

### 뮤직비디오
- 류주환 - 웃어도 눈물이 (2008년)
- 태연 - This Christmas (2017년)
- 온유  Blue (2018년)